# Frank Laufer
Frank Govert Laufer (Balikpapan, 20 oktober 1935 – Amsterdam, 12 januari 2009) was een Nederlands fotograaf en wereldverbeteraar.
Laufer werd geboren als tweede zoon van een geoloog. Hij groeide op op Borneo en later in Zwitserland. Na de scheiding van zijn ouders verhuisde hij in 1948 naar Nederland, waar hij enkele jaren HBS volgde en lid werd van de Gooise Zweefvliegclub.
Toen zijn broer eind jaren vijftig emigreerde begon Laufer te fotograferen met de Rolleiflex die zijn broer had achtergelaten. Paul Huf gaf hem de kans leden van het Nieuw Rotterdams Toneel te fotograferen. Hoewel autodidact was Laufer een begenadigd fotograaf die bekende Nederlanders als Willem Nijholt en Hella S. Haasse portretteerde. Laufer verhuisde begin jaren zestig van Rotterdam naar Amsterdam en vormde met de fotografen Jan van den Broek en Sanne Sannes de Kameragroep Holland (1960-1962). Daarnaast schreef hij enkele liedjes. Aan de vooravond van de eerste bemande maanlanding raakte hij geobsedeerd door het idee dat de Maan een stuk van de Aarde was, compleet met fossielen.
Eind jaren zestig stopte Laufer met fotograferen. Hij publiceerde het pamflet Amgod, over het door hemzelf bedachte anti-dogmatische hemorisme, vernoemd naar de bijbelse figuur Hemor. Hij verliet de kelder onder bioscoop De Uitkijk aan de Prinsengracht waar hij tot dan had gewerkt, en ging op een woonboot aan de Binnenkant wonen. Laufer legde zich toe op het bergen van in de Amsterdamse grachten gezonken bootjes; zelf noemde hij zich "botenbaggeraar". Na een juridisch conflict hierover moest hij zijn woonboot verkopen.
Aan het eind van zijn leven hield Laufer zich op obsessieve wijze met de wereldvrede bezig. Zich baserend op een passage in het Bijbelboek Jesaja had hij bedacht dat op de berg Zion een holle steen moest worden begraven met de Universele verklaring van de rechten van de mens erin. Vervolgens zou de wereldvrede aanbreken. Diverse Nederlandse religieuze kopstukken, onder wie kardinaal Simonis en rabbijn Raphael Evers werden door Laufer op dwingende wijze voor dit idee benaderd.
In 2000 zond de VPRO de film U spreekt met Frank Laufer over hem uit, het documentaire-debuut van Guido van Driel. Na het zien van de film verbrak rabbijn Evers iedere samenwerking met Laufer.
Hij overleed op 73-jarige leeftijd in zijn woning te Amsterdam.